# Carlisle (Arkansas)
Carlisle – miasto w Stanach Zjednoczonych, w stanie Arkansas, w hrabstwie Lonoke.